# Katharinenberg
Katharinenberg è una frazione del comune tedesco di Südeichsfeld, in Turingia.

## Storia
Katharinenberg costituì un comune autonomo fino al 1º dicembre 2011.